# Odlehčená verze
Odlehčená verze (používá se i anglický termín lite) je označení pro zjednodušení určitého produktu. Nejčastěji se s takovým termínem setkáváme v informatice u softwarových programů. Odlehčená verze zde obsahuje zpravidla jen základní a často používané funkce, je méně náročná na výkon počítače a zabírá méně místa na disku.
Odlehčená verze se často nesprávně zaměňuje s termínem demoverze. Demoverze bývá často u komerčního software upravena tak, aby byl uživatel motivován si zakoupit plnou verzi – třeba schází některá ze základních a nejdůležitějších funkcí, nebo je možnost používání omezena časově či počtem spuštění. Odlehčená verze se naopak snaží nabídnout všechny nejdůležitější funkce a co nejvíc se i po osekání přiblížit ve využitelnosti verzi plné.